# Ихавод
Ихаво́д, или Икабо́д (ивр. אִי כָבוֹד‎ — «бесславие» 1Цар. 4:21), — ветхозаветный персонаж. В Библии приводится рассказ о рождении Ихавода и историческом объяснении его имени (1Цар. 4:21).
Сын Финееса (Пинехаса) и брат Ахитува; внук первосвященника Илия. Когда до беременной жены Пинехаса дошла весть о том, что в войне с филистимлянами у Афека евреи потерпели страшное поражение, что муж её убит, что Ковчег Завета захвачен в плен, а сам старый Илия умер от горя, она преждевременно родила сына, которого назвала «И-кабод», то есть «нет славы у Израиля». «Отошла слава от Израиля», воскликнула она умирая, «ибо взят Ковчег Божий» (1Цар. 4:22).

## Распространение имени среди протестантов
Данное имя имело ограниченное использование среди протестантов Северной Америки. Например, так звали американского финансиста и церковного деятеля Икабода Уошбёрна (1798—1868).
В искусстве данное имя встречается гораздо чаще, так как, очевидно, содержит некий намёк. Самый известный персонаж — Икабод Крейн, главный герой книги (1820) и фильма «Сонная Лощина» (1999).
Помимо этого, автором «Хроник Нарнии» Клайвом Льюисом так названы 5-я глава 1-й книги и 6-я глава 2-й книги его первого христианского произведения «Блуждания паломника» (1933).
Также, Икабод — фамилия одного из персонажей сериала «Патриот», роль которого исполняет Джулиан Ричингс.